# 格羅寧根 (明尼蘇達州)
格羅寧根（英語：Groningen）是位於美國明尼蘇達州派恩縣德爾格羅夫鎮區的一個非建制地區。

## 歷史
格羅寧根原名為貝爾納普（Belknap），現稱得名自荷蘭格罗宁根省。格羅寧根的郵局於1877年設立，1881年停運，1896年復辦後又於1913年結業，1917年重開後又於1954年倒閉。

## 地理
格羅寧根所處的海拔為高於海平面344米（即1129英呎），而該地所採用的時區為UTC-6，即北美中部時區（CST）。同時該地設有夏令時間，為UTC-6調快一小時，即UTC-5（CDT）。